# 목포공항
목포공항(木浦空港, 영어: Mokpo Air Base, IATA: MPK, ICAO: RKJM)은 전라남도 영암군 삼호읍 용당리에 있는 대한민국 해군의 항공 작전 기지이자 과거 민간 공항으로 인근에 대불산업단지와 대불역이 있으며 삼호대교를 통해 목포시와 연결되었다.

## 역사
해군 비행장을 겸해 1969년 서울~제주 간 여객기의 중간 경유지로 개항했으며 여객 수요 감소로 1972년 폐쇄되었다가 이후 인근의 대불산업단지 등 서남 해안권 발전을 열망하는 지역 민의에 부응하여 활주로를 연장하고 항행 안전시설을 보강한 후 1992년 7월 재개항하여 한때 서울 6회, 제주 2회, 부산 1회씩 운항했다.
그러나 서해안에 인접해 있는 공항의 특성상 안개와 돌풍이 잦았고 항행안전시설 부재로 결항률 전국 1위 공항이라는 불명예를 안고 있었던데다가 항행안전시설을 보강했음에도 계기착륙장치 일명 ILS가 없었던 탓에 이착륙에도 많은 어려움이 따랐다. 
결국 민항기 운항을 재개한 지 불과 1년 후인 1993년 7월 26일 아시아나항공 733편이 착륙을 시도하던 도중 전라남도 해남군 화원면 마산리의 운거산에 추락하는 사고가 발생하면서 안전성에 문제가 제기됐으며 이 사고로 탄력을 받은 무안국제공항의 공사 이후에는 활주로만 100m 연장(1,500m→1,600m)한 것 외에는 시설 투자가 거의 없었다.
아시아나항공 733편 추락 사고 이후 호남권 신 공항으로 예정되어 있었던 무안국제공항의 건설이 탄력을 받게 되고 빈약한 공항 규모 때문에 더 이상 활성화되지 못한 상태에서 서해안고속도로와 호남선 KTX의 개통으로 승객이 점차 감소하기 시작했다.
결국 서울 - 목포 항공편의 2007년 11월 4일 운항을 끝으로 목포공항에서 서울행 여객기의 운항이 종료되었고 2007년 11월 8일 목포시 북쪽에 무안국제공항이 개항하면서 김포 및 제주발 여객기의 종착지를 무안으로 이전함에 따라 목포공항은 해군 전용 비행장으로 환원되었다.

## 연혁
- 1969년 : 김포~제주 여객기의 중간 경유지로 개항
- 1972년 : 여객 수요 감소로 김포~목포~제주 노선의 목포 중간 기착 중지, 공항 폐쇄
- 1992년 7월 1일 : 재개항, 대한항공 김포~목포 1일 4편 왕복 운항
- 1993년 2월 1일 : 대한항공 목포~제주 1일 2편 왕복운항
- 2003년 3월 31일 : 대한항공 김포~목포 운항 중지
- 2004년 5월 3일 : 대한항공 목포~제주 운항 중지, 대한항공 철수
- 2007년 11월 5일 : 아시아나항공 김포~목포 운항 중지, 기존 목포공항의 민항기 운항 기능을 무안국제공항으로 이관

## 과거 운항 노선

### 국내선
| 항공사       | 목적지                 |
| ------------ | ---------------------- |
| 대한항공     | 서울(김포), 부산, 제주 |
| 아시아나항공 | 서울(김포)             |

## 과거 이용객 추이
| 비고                 | 1997년  | 1998년  | 1999년  | 2000년  | 2001년  | 2002년    |
| -------------------- | ------- | ------- | ------- | ------- | ------- | --------- |
| 운항(편수)           | 3,316   | 5,236   | 4,492   | 3,964   | 3,697   | 2,966     |
| 여객 (명)            | 298,496 | 377,139 | 372,235 | 337,667 | 288,169 | 174,281   |
| 추이 (여객/전년대비) |         | 78,643  | 49,040  | 34,568  | 49,498  | 113,888   |
|                      | 2003년  | 2004년  | 2005년  | 2006년  | 2007년  | 2008년    |
| 운항(편수)           | 1,836   | 754     | 502     | 480     | 398     | 공항 폐쇄 |
| 여객 (명)            | 117,661 | 42,119  | 18,582  | 16,909  | 13,761  | 공항 폐쇄 |
| 추이 (여객/전년대비) | 56,620  | 75,542  | 23,537  | 1,673   | 3,148   | 공항 폐쇄 |

## 사건 및 사고
1993년 7월 26일 14시 20분에 김포국제공항을 떠나 목포공항으로 향하던 아시아나항공 733편(B737-500, 등록번호 HL7229)이 비가 내리는 궂은 날씨 속에 15시 15분 ~ 30분경 목포공항에 3차례 착륙을 시도했다가 실패한 후 목포공항의 레이더에서 사라졌다. 
15시 50분경 해당 항공기는 목포공항에서 10여 km 떨어진 전라남도 해남군 화원면 마산리 운거산에서 추락한 채 발견됐고 결국 승무원을 포함해 68명이 사망하는 참사가 발생했다. 
더군다나 생존자 중 일부가 사고 현장을 나와 마산리 마을지소에 신고하면서 사고 사실이 알려졌으며 이 사고는 무안국제공항을 건설하는 결정적인 계기가 되었다.